# パヴェル・ヴェイヴァノフスキー
パヴェル・ヨセフ・ヴェイヴァノフスキー（Pavel Josef Vejvanovský, 1633年ごろ  - 1693年6月24日）はボヘミアの作曲家・トランペット奏者・合唱指揮者（聖歌隊長）。

## 生涯
1633年ごろ、チェコ東部モラヴィアのフクヴァルディに生まれる。
1656年から1660年までトロッパウのイエズス会系神学校に学び、その地でハインリヒ・ビーバーと親交を結ぶ。1664年にオロモウツの大司教、カール・リヒテンシュタイン＝カステルコルン（1624年 - 1695年）の宮廷に伺候し、クロミェジーズにおける夏の離宮において、1670年までビーバーが指揮者を務めた楽団で演奏する。ビーバーがザルツブルクに去った後は、ヴェイヴァノフスキーが後任に納まり、没年までその任に当たった。公式には屋外管楽器奏者（Tubicen campestris）として雇われていたため、宮廷楽長としての称号を得てはいない。ヴェイヴァノフスキーは数ヵ国語を操り、貴重な蔵書を所有していた。
1693年6月24日、 クロムニェジーシュ[Kroměříž]にて没する。

## 作品
今日までに約100曲の作品が現存し、その内訳はミサ曲、モテット、オッフェルトリウム、晩課祷、器楽曲である。現存作品の約半数はクロミェジーズ城の古文書保管所やプラハ国立博物館音楽部門に保存されている。管弦楽曲（バレエ音楽、セレナーデ、ソナタ）は、重層的な仕掛けが特徴的である。ヴェイヴァノフスキーの作曲様式は、ウィーンやヴェネツィアの盛期バロック音楽の諸相を統合したものである。ヴェイヴァノフスキーの作品は、新鮮な旋律進行と引き締まった楽曲構成、巧みな楽器法ゆえに魅力的である。